# Patricia Morceli Bühler
Patricia Bühler-Morceli (* 11. Juli 1974 als Patricia Bieri) ist eine Schweizer Langstreckenläuferin.

## Werdegang
2007 wurde sie Schweizer Meisterin im Marathonlauf. 2009 wurde sie zunächst Schweizer Meisterin im 10-km-Strassenlauf und sicherte sich dann als Gesamtfünfte des Zürich-Marathons erneut den nationalen Titel in dieser Disziplin. Mit ihrer Zeit von 2:38:44 h qualifizierte sie sich für die Weltmeisterschaften in Berlin. Kurz danach wurde sie Schweizer Meisterin im 10'000-Meter-Lauf. In Berlin erreichte sie am Marathon den 38. Rang.
2010 verteidigte sie ihren Titel im 10'000-Meter-Lauf. Den Marathon an den Europameisterschaften in Barcelona beendete sie nicht.
Sie läuft für den TV Cham und wurde von ihrem Vater Pius Bieri trainiert.
Von 1997 bis 2002 war sie mit dem algerischen Mittelstreckenläufer und Olympiasieger Noureddine Morceli verheiratet. Die Mutter von zwei Kindern ist diplomierte Masseurin.
Am 5. September 2009 heiratete sie Andy Bühler und trägt seitdem den bürgerlichen Namen Patricia Bühler-Morceli, tritt im Sport allerdings als Patricia Morceli Bühler an. Sie wird trainiert von Fritz Schmocker.

## Persönliche Bestleistungen
- 10'000 m: 33:20,46 min, 11. Juni 2010, Uster
- 10 km: 33:28 min, 28. März 2009, Payerne
- Halbmarathon: 1:13:51 h, 29. Oktober 2010, Luzern
- Marathon: 2:38:41 h, 16. August 2014, Zürich

## Sportliche Erfolge
| Datum/Jahr    | Rang | Wettbewerb                                | Austragungsort | Zeit        | Bemerkung                                       |
| ------------- | ---- | ----------------------------------------- | -------------- | ----------- | ----------------------------------------------- |
| 19. Sep. 2015 | 1    | Greifenseelauf                            | Uster          | 01:15:30    | Schweizer Meisterin Halbmarathon, am Greifensee |
| 16. Aug. 2014 | 26   | Leichtathletik-Europameisterschaften 2014 | Zürich         | 02:38:41    |                                                 |
| 10. Aug. 2013 | DNF  | Leichtathletik-Weltmeisterschaften 2013   | Moskau         | –           |                                                 |
| 1. Juli 2012  | 14   | Leichtathletik-Europameisterschaften 2012 | Helsinki       | 00:34:24,82 | 10'000 m                                        |
| 31. Juli 2010 | DNF  | Leichtathletik-Europameisterschaften 2010 | Barcelona      | –           | Rennaufgabe nach 30 km                          |
| 23. Aug. 2009 | 38   | Leichtathletik-Weltmeisterschaften 2009   | Berlin         | 02:39:37    |                                                 |
| 26. Apr. 2009 | 5    | Zürich-Marathon                           | Zürich         |             |                                                 |